# Junibodsand

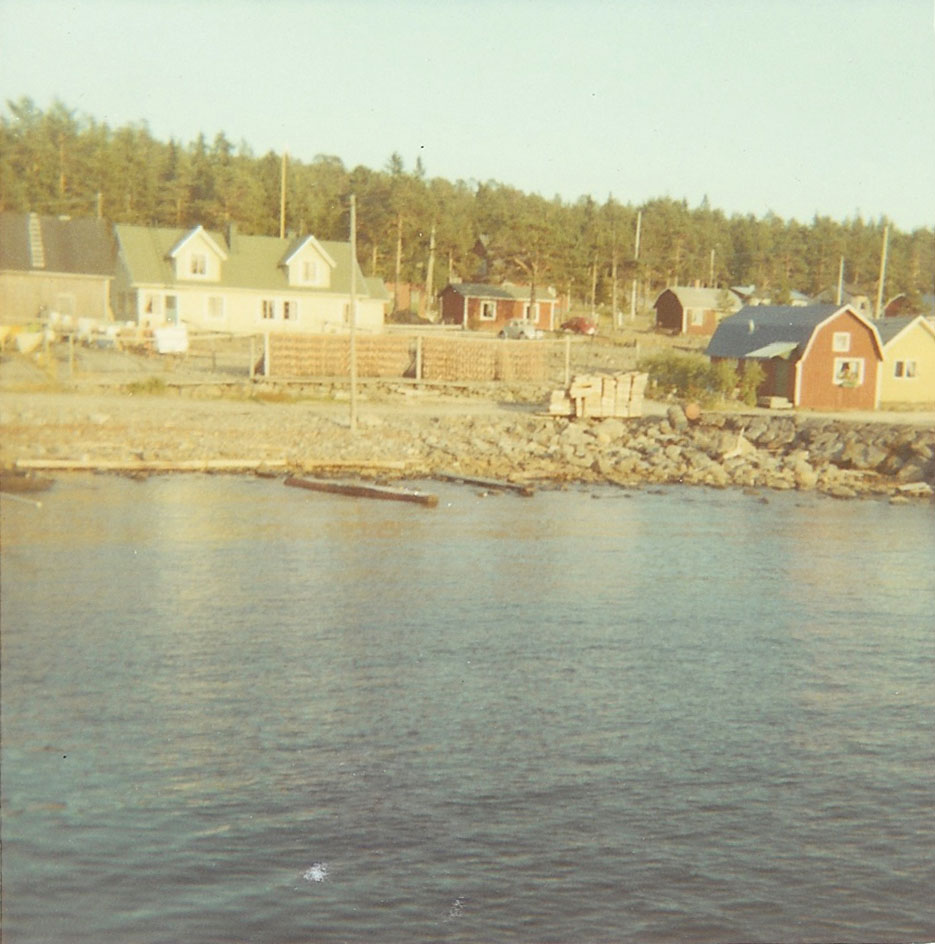
Del av Junibodsand, 1968

Junibodsand är ett gammalt fiskeläge i Njurunda socken i Sundsvalls kommun som ligger 12 km öster om Njurundabommen. Numera är det mest ett sommarstugområde, men flera har åter börjat bosätta sig där permanent.